# سولانا دي أفيلا
بلدية سولانا دي أفيلا (بالإسبانية: Solana de Ávila) هي بلدية تقع في مقاطعة آبلة التابعة لمنطقة قشتالة وليون وسط إسبانيا.

## الديموغرافيا
بلغ عدد سكان بلدية سولانا دي أفيلا 149 نسمة عام 2011 (وفقاً للمعهد الوطني للإحصاء الإسباني).
| 234 | 215 | 203 | 188 | 171 | 156 | 149 |